# Бостон
Бо́стон (англ. Boston МФА: {{#parsoid\0fragment:2}}ˈbɒstən{{#parsoid\0fragment:3}}о файле) — столица и крупнейший город штата Массачусетс в США. Бостон также является крупнейшим городом региона, известного под названием Новая Англия, а также одним из старейших и богатейших городов США.
Согласно переписи 2012 года, население самого города, двадцатого по количеству населения в стране — около 636 тыс. Население всей области Бостона, включая Кембридж, Бруклайн, Куинси и другие пригороды, превышает 5,8 миллиона.
Бостон с пригородами входит в десятку самых больших городов в США и в пятьдесят самых больших городов мира.
Город известен своими образовательными учреждениями (более ста университетов и колледжей, включая такие известные, как Гарвардский университет, Массачусетский технологический институт (MIT), Бостонский университет и Бостонский колледж).
Прозвище города — Beantown.

## История
Бостон был основан 7 сентября 1630 года пуританскими колонистами Массачусетской колонии на полуострове Шомут. Поселение было названо по городу Бостону, который находился в графстве Линкольншир в Великобритании, откуда происходили несколько первых колонистов. Уже через несколько лет в поселении были открыты первые в Америке англоязычная школа и первый колледж — Гарвард. Назывался вначале Trimountain, потому что лежал на трех холмах. До середины XVIII века Бостон являлся крупнейшим городом Британской Америки, однако затем уступил это звание Нью-Йорку. В начале 1760-х годов были установлены торговые связи с Санкт-Петербургом.

### XVIII—XIX века
В 1770-х годах англичане попытались усилить контроль над 13 колониями путём увеличения налогообложения, однако после событий, подобных «Бостонскому чаепитию», в стране началась война за независимость. Массачусетские колонисты, переодевшись индейцами, 16 декабря 1773 года проникли на торговые корабли с грузом чая в гавани Бостона и выбросили его за борт. Английское правительство ответило репрессиями против Массачусетса. После войны город стал одним из самых крупных мировых торговых портов. Отсюда увозили на экспорт ром, рыбу, соль и табак. А потомки старых бостонских семей стали экономической элитой страны.
Война 1812 года несколько ограничила внешнюю торговую деятельность города. Однако купцы нашли альтернативу для своих капиталовложений в этот период — промышленное производство.
Вскоре Бостон становится ещё и крупнейшим в Северной Америке центром кожевенной и швейной промышленности.
Во время событий, связанных с отменой рабства, Бостон становится одним из центров этого движения.
Этнический состав Бостона значительно изменился с началом массовой иммиграции в США из Европы. В первой волне преобладали ирландцы, немцы, ливанцы, французские канадцы, итальянцы, а также польские и русские евреи. Ирландские и итальянские иммигранты привезли с собой католическую веру и вскоре эта религиозная община стала крупнейшей в городе. Семья Кеннеди является потомками первых ирландских переселенцев.
Между 1631 и 1890 годами город утроил свою площадь за счёт мелиорации земель, заполнив болота, грязевые равнины и промежутки между причалами вдоль набережной. Самые большие усилия по мелиорации были предприняты в XIX веке; начиная с 1807 года, грунт из срытого холма Бикон был использован для заполнения мельничного пруда площадью 50 акров (20 га), который позже стал Сенной площадью. Современный Капитолий расположен на вершине этого опущенного холма. Мелиоративные проекты в середине века создали значительные части Саут-Энда, Уэст-Энда, финансового района и Чайнатауна.
Когда в 1872 году сгорела богато обстроенная лучшая часть Бостона в одну ночь на целых 40 акров поверхности, то уже через год город так вновь обстроился, что нельзя было заметить следов несчастья. После Великого бостонского пожара 1872 года рабочие использовали строительный мусор для строительства центральной набережной города. В середине — конце XIX века рабочие заполнили почти 600 акров (2,4 км²) солоноватых болот Чарльз-Ривер к западу от Бостон-Коммон гравием, привезённым по железной дороге с холмов Нидем-Хайтс. В состав Бостона вошли соседние города Южный Бостон (1804), Восточный Бостон (1836), Роксбери (1868), Дорчестер (включая современный Маттапан и часть Южного Бостона) (1870), Брайтон (включая современный Олстон) (1874), Западный Роксбери (включая современный пригород Джамейка-Плейн и Рослиндейл) (1874), Чарльзтаун (1874) и Гайд-Парк (1912). Были и другие неудачные попытки присоединения: Бруклайн, Кембридж и «Челси».

### XX — начало XXI века
В начале и середине XX века город приходил в упадок. Промышленные мощности устаревают, а рабочие уезжают за пределы региона. В январе 1919 года один из районов города затопило патокой. Бостон отреагировал на это, инициировав различные проекты обновления городов под руководством Бостонского управления редевелопмента (BRA), созданного в 1957 году. В 1958 году BRA инициировало проект по «улучшению» исторического района Вест-Энда. Обширные разрушения были встречены сильным общественным сопротивлением, и тысячи семей были перемещены.
BRA продолжало реализовывать экспроприацию, включая расчистку оживленной площади Сколлай-сквер для строительства мрачного правительственного центра в стиле модерн. В 1965 году в районе Дорчестера открылся медицинский центр Columbia Point, первый общественный медицинский центр в Соединённых Штатах. Он в основном обслуживал примыкающий к нему массивный общественный жилой комплекс Columbia Point, построенный в 1953 году. Этот медицинский центр всё ещё функционирует и был переименован в 1990 году в общественный медицинский центр Гейгера-Гибсона. Сам комплекс Columbia Point был перестроен и обновлён с 1984 по 1990 год в жилой комплекс со смешанным доходом под названием Harbor Point Apartments.
К 1970-м годам экономика города начала восстанавливаться после 30-летнего экономического спада. В этот период было построено большое количество высотных зданий в финансовом районе и в бостонском районе Бэк-Бей. Городские власти приняли ряд программ по перестройке и восстановлению исторического центра города, а также по перепрофилированию ряда предприятий и в 1970 году в Бостоне начался новый экономический бум. Больницы и медицинские центры стали объектом внедрения инновационных технологий, а университеты и колледжи города привлекали к себе молодёжь со всей страны. Этот бум продолжался до середины 1980-х годов и возобновился после нескольких пауз.
В начале XXI века город вернул себе статус интеллектуального, технологического и политического центра. Бостонские универмаги Jordan Marsh и Filene’s вошли в Нью-Йоркскую Macy’S. Приобретение The Boston Globe в 1993 году газетой The New York Times было отменено в 2013 году, когда она была перепродана Бостонскому бизнесмену Джону У. Генри. В 2016 году было объявлено, что General Electric перенесет свою корпоративную штаб-квартиру из Коннектикута в район Морского порта в Бостоне, присоединившись ко многим другим компаниям в этом быстро развивающемся районе.

## Физико-географическая характеристика

### Географическое положение
Расположен город на берегу Бостонской бухты залива Массачусетс.
Бостон является довольно компактным городом, с общей площадью в 232,1 км². Большая часть его территории находится на высоте 5—7 м над уровнем моря, а высшая точка Белливью-Хилл расположена на высоте 101 м.

### Климат
Бостон, как и вся Новая Англия, находится в зоне континентального климата, так как преобладающие западные ветры снижают влияние океана. Лето, как правило, тёплое и влажное, а зимы холодные, ветреные и снежные. Самый жаркий месяц — июль, со средней дневной температурой +28 °C. Самый холодный месяц — январь, со средней ночной температурой −6 °C. Годовое количество осадков составляет 1000—1100 мм. Больше всего осадков выпадает с декабря по март. Весной и в начале лета часты туманы.
| Показатель                    | Янв.  | Фев.  | Март  | Апр.  | Май  | Июнь | Июль | Авг. | Сен. | Окт. | Нояб. | Дек.  | Год    |
| ----------------------------- | ----- | ----- | ----- | ----- | ---- | ---- | ---- | ---- | ---- | ---- | ----- | ----- | ------ |
| Абсолютный максимум, °C       | 22,2  | 21,1  | 30,0  | 34,4  | 35,6 | 41,0 | 39,4 | 38,9 | 37,8 | 32,2 | 28,3  | 24,4  | 41,0   |
| Средний суточный максимум, °C | 2,1   | 3,1   | 7,7   | 13,3  | 19,2 | 24,6 | 27,4 | 26,6 | 22,7 | 17,1 | 11,2  | 4,2   | 15,0   |
| Средняя температура, °C       | −1,5  | −0,3  | 3,8   | 9,1   | 14,7 | 20,0 | 23,3 | 22,4 | 18,2 | 12,3 | 7,2   | 1,6   | 10,9   |
| Средний суточный минимум, °C  | −5,8  | −5    | −0,4  | 4,6   | 9,9  | 15,1 | 18,4 | 17,8 | 13,8 | 8,3  | 3,5   | −2,9  | 6,5    |
| Абсолютный минимум, °C        | −24,4 | −27,8 | −17,2 | −10,6 | 1,1  | 5,0  | 10,0 | 7,8  | 2,8  | −3,9 | −13,3 | −27,2 | −27,8  |
| Норма осадков, мм             | 91,2  | 91,9  | 93,7  | 91,4  | 82,6 | 78,5 | 72,1 | 82,3 | 77,7 | 83,8 | 107,2 | 101,9 | 1054,3 |
| Источник: «Погода и климат»   |       |       |       |       |      |      |      |      |      |      |       |       |        |

## Население
| 1722     | 1765     | 1790     | 1800     | 1810     | 1820     | 1830     | 1840     | 1850     |
| -------- | -------- | -------- | -------- | -------- | -------- | -------- | -------- | -------- |
| 10 567   | ↗15 520  | ↗18 320  | ↗24 937  | ↗33 787  | ↗43 298  | ↗61 392  | ↗93 383  | ↗136 881 |
| 1860     | 1870     | 1880     | 1890     | 1900     | 1910     | 1920     | 1930     | 1940     |
| ↗177 840 | ↗250 526 | ↗362 839 | ↗448 477 | ↗560 892 | ↗670 585 | ↗748 060 | ↗781 188 | ↘770 816 |
| 1950     | 1960     | 1970     | 1980     | 1990     | 2000     | 2010     | 2011     | 2020     |
| ↗801 444 | ↘697 197 | ↘641 071 | ↘562 994 | ↗574 283 | ↗589 141 | ↗617 594 | ↗692 600 | ↘675 647 |

По данным переписи населения 2000 года, в Бостоне зарегистрированы следующие демографические показатели: количество домохозяйств и семей — соответственно 239 528 и 115 212; численность населения — 589 141 человек. Если брать в расчёт Большой Бостон, а не только сам город, — в общей сложности около 5,8 млн человек. Плотность населения в Бостоне составляет 4697 чел/км². По переписи 2010 года население города составило 617 594 человека — это на 4,8 % больше, чем в 2000 году. В рабочие дни население Бостона в дневное время может возрастать до более чем 1,2 млн, а во время особых мероприятий — достигать 2 млн. Такое резкое увеличение численности обусловлено тем, что большинство людей проживает в пригородах, а в город приезжает на работу, учёбу и т. д.
В последнее время белое население стремительно увеличивается из-за джентрификации.
| Этнические группы Бостона | Этнические группы Бостона | Этнические группы Бостона | Этнические группы Бостона | Этнические группы Бостона |
| ------------------------- | ------------------------- | ------------------------- | ------------------------- | ------------------------- |
| белые                     |                           |                           | 44 %                      |                           |
| афроамериканцы            |                           |                           | 23 %                      |                           |
| латиноамериканцы          |                           |                           | 20 %                      |                           |
| азиаты                    |                           |                           | 10 %                      |                           |
| прочие группы             |                           |                           | 3 %                       |                           |

Расовый состав населения: евроамериканцы — 47,0 %; афроамериканцы — 24,4 %; латиноамериканцы (всех рас) — 17,5 %; азиаты — 8,9 %.
Каждый 6-й горожанин — ирландского происхождения, каждый 11-й — итальянского. В Бостоне живёт значительное количество армян — 8—10 % процентов всего населения — 51 тыс. человек (перепись населения штата 2006 года). Первым армянином в Бостоне был Степан Задори, который обосновался здесь в середине XIX века. Далее начиная с 1880-х годов начинается массовая иммиграция армян в Бостон. В городе имеется «Парк Армянского наследия», действуют армянские церкви и школы. В Бостоне также имеются крупные вьетнамская, карибская (в основном гаитяне и доминиканцы) и индийская общины.
Среднегодовой доход на душу населения — 60 403 доллара США. Средний возраст горожан — 30,8 года.

### Религия
Согласно исследованию, проведенному исследовательским центром Pew Research Center в 2014 году, 57 % населения города идентифицировали себя как христиане, причем 25 % посещали различные протестантские церкви и 29 % исповедовали католицизм; 33 % не заявляют о своей религиозной принадлежности, в то время как остальные 10 % состоят из приверженцев Иудаизма, Буддизма, Ислама, Индуизма, Бахаи и других вероисповеданий.
По состоянию на 2010 год Католическая церковь имела самое большое число приверженцев как единая деноминация в районе Большого Бостона, с более чем двумя миллионами членов и 339 церквями, а затем Епископальная церковь с 58 000 приверженцев в 160 церквях. Объединённая церковь Христа насчитывала 55 000 членов и 213 церквей. UCC является преемником пуританских религиозных традиций города. Старая южная церковь в Бостоне — одна из старейших конгрегаций в Соединенных Штатах. Она была организована в 1669 году раскольниками из первой церкви Бостона (1630). Среди бывших членов клуба-Сэмюэл Адамс, Уильям Доус, Бенджамин Франклин, Сэмюэл Сьюэлл и Филлис Уитли. В 1773 году Адамс дал сигнал из старого Южного Дома собраний, который положил начало Бостонскому чаепитию.
В районе Бостонского метро еврейское население города составляет примерно 248 тыс. евреев. Более половины еврейских семей в районе Большого Бостона проживают в самом городе, Бруклайне, Ньютоне, Кембридже, Сомервилле или соседних городах.

## Власть
Бостон имеет сильную систему управления мэром-советом, в которой мэр (избираемый каждый четвёртый год) имеет обширную исполнительную власть. Марти Уолш стал мэром в январе 2014 года, а его предшественник Томас Менино провел на этом посту двадцать лет, став самым продолжительным в истории города. Бостонский городской совет избирается каждые два года; в нём имеется девять мест в округе и четыре общегородских места «на свободе». Школьный комитет, который осуществляет надзор за государственными школами Бостона, назначается мэром.
В дополнение к городскому правительству, многочисленные комиссии и органы государственной власти — в том числе Массачусетский департамент охраны природы и отдыха, Бостонская комиссия общественного здравоохранения, Массачусетское управление водных ресурсов (MWRA) и Массачусетское портовое управление (Massport) — играют определённую роль в жизни бостонцев. Будучи столицей Массачусетса, Бостон играет важную роль в государственной политике.
В городе есть несколько федеральных объектов, включая Федеральное административное здание Джона Ф. Кеннеди, федеральное здание Томаса П. О’Нила-младшего, почтовое отделение Джона У. Маккормака и здание суда, Федеральный резервный банк Бостона, Апелляционный суд Соединенных Штатов по первому округу и окружной суд Соединенных Штатов по округу Массачусетс. Оба суда расположены в здании суда Соединенных Штатов имени Джона Джозефа Моукли.

## Экономика
Экономика города поддерживается образованием (более ста университетов и колледжей), медицинской, финансовой и технологической индустриями.
Важнейшими секторами городской экономики являются финансовый, банковский и страховой. Так, в Бостоне размещены штаб-квартиры Fidelity Investments, Sovereign Bank, State Street Corporation и «Bain Capital». Город также является одним из крупнейших в США центров издательской деятельности, здесь размещены такие издательства, как Houghton Mifflin Harcourt, Bedford-St. Martin’s и Beacon Press.
Немалую лепту в развитие города вносит и туризм — 21,2 миллиона туристов в 2011 году принесли Бостону 8,3 млрд долларов.
Рыболовство и судостроение, некогда составлявшие основу городской экономики, в настоящее время утратили своё прежнее значение. Тем не менее, в Бостоне по-прежнему расположены старейшие в западном полушарии постоянно действующие судоверфь и рыбацкий порт.
Бостон является одним из крупнейших в мире образовательных центров. В сочетании с развитой инфраструктурой и высококвалифицированной рабочей силой, это делает его одним из мировых лидеров в таких современных отраслях, как биотехнологии, микроэлектроника и создание новых материалов.
Бостон — Бета-город по классификации GaWC, его агломерация находится на 6-м месте в США и на 12-м в мире по объёму ВВП.

## Транспорт
Город обслуживается Международным аэропортом имени генерала Эдварда Лоуренса Логана (IATA: BOS, ICAO: KBOS) с годовым пассажирооборотом 29,3 млн человек (2012 год, 19-е место в США). Регулярные рейсы выполняются в десятки городов США и всего мира. Наиболее загруженные международные направления: Лондон, Франкфурт-на-Майне, Париж; внутренние — Чикаго, Атланта, Вашингтон.
Южный вокзал (South Station) Бостона — крупнейшая пассажирская железнодорожная станция в Новой Англии и одна из крупнейших в стране. Ежедневно с неё отправляются десятки поездов в Вашингтон (через Нью-Йорк, Филадельфию и Балтимор) и Чикаго (через Олбани и Кливленд).
Основные автомобильные дороги, проходящие через Бостон и его окрестности — межштатные шоссе I-90, I-93 и I-95, а также скоростная дорога US 1.
Система общественного транспорта в городе довольно сложна, и находится под общим управлением организации MBTA. В Бостоне действует старейший в Северной Америке метрополитен (с 1897 года), состоящий из четырёх линий (Красной, Оранжевой, Зелёной и Синей). Кроме того, в городе действуют 12 линий пригородных поездов, 5 линий скоростного трамвая, по 4 трамвайных и паромных линии, а также 183 автобусных маршрута. Система общественного транспорта Бостонской агломерации является крупнейшей по пассажирообороту (1,3 млн человек в день) среди всех столиц штатов США, включая столицу страны Вашингтон.
Бостон известен в США своим удобством для пешеходов. Около 13 % бостонцев добираются до работы пешком, что является наивысшим показателем среди всех крупных городов США.
Бостон считается северной конечностью восточной части судоходного Берегового канала.

## Спорт
С 1897 года в городе ежегодно проводится Бостонский марафон — один из престижнейших забегов в мире. Также на реке Чарльз проходит крупнейшая двухдневная регата, собирающая спортсменов по академической гребле со всего региона.
Команда «Бостон Ред Сокс», основанная в 1901 году, является постоянным участником Американской лиги бейсбола. В 1946 году был создан баскетбольный клуб «Бостон Селтикс», который 18 раз выигрывал чемпионат НБА, чаще любого другого клуба ассоциации. Кроме того, город известен своей хоккейной командой «Бостон Брюинз», которая шесть раз становилась обладателем Кубка Стэнли. В пригороде Бостона, называемом Фоксборо, базируется команда по американскому футболу «Нью-Ингленд Пэтриотс», обладатель шести Супербоулов (2001, 2003, 2004, 2014, 2016, 2018). Они делят стадион «Джиллетт Стэдиум» с командой из MLS — «Нью-Инглэнд Революшн».
Крупнейший стадион города — «Фенуэй Парк» — был открыт в 1912 году. На стадионе свои игры проводит «Бостон Ред Сокс». Помимо бейсбольных матчей на стадионе в прошлом проводились матчи профессиональных лиг футбола («Бостон Биконс») и американского футбола («Бостон Пэтриотс»).
Отличительной особенностью стадиона является наличие высокой (11,3 метра) стены, известной как «Зелёный монстр», которая является левой границей игрового поля и популярной мишенью для отбивающих-правшей. Наверху стены расположены зрительские места.

## Образование и наука
Экономика города поддерживается образованием (более ста университетов и колледжей, включая такие известные как Гарвардский университет, Массачусетский технологический институт (MIT), Бостонский университет и Бостонский колледж). Здесь базируется Американское общество права, медицины и этики.
Ежегодно в Бостон приезжают около 250 тысяч первокурсников.
Более мелкие частные колледжи включают Северо-Восточный университет, Колледж Бэбсон, университет Бентли, Бостонский архитектурный колледж, Эммануэль-колледж, Фишер-колледж, институт медицинских профессий MGH, Массачусетский фармацевтический колледж и медицинские науки, Колледж Симмонс, Колледж Уэллсли, Колледж Уилок, Вентвортский технологический институт, Школа права Новой Англии (первоначально созданную как первая в Америке женская юридическая школа) и Колледж Эмерсон.
Агломерация Бостона является домом для нескольких консерваторий и художественных школ, включая колледж искусств и дизайна Университета Лесли, Массачусетский колледж искусств, школу Музея изящных искусств, Институт искусств Новой Англии, школу искусств и дизайна Новой Англии (университет Саффолка), музыкальную школу Лонги Бард-колледжа и Консерватория Новой Англии (старейшая независимая консерватория в Соединенных Штатах). Другие консерватории включают Бостонскую консерваторию и Музыкальный колледж Беркли, что сделало Бостон важным городом для джазовой музыки.
B Бостоне Александр Белл изобрёл телефон. В 1944 году Говард Эйкен и Грейс Хоппер изобрели первый цифровой компьютер.

## Культура

### Музеи
В Бостоне находятся всемирно известные Музей изящных искусств, Бостонский музей науки, Музей Изабеллы Стюарт Гарднер, Институт современного искусства, а в Кембридже — Музей MIT, Музей Гарвардского университета и художественные музеи Гарварда: Музей Фогга, Музей Саклера и Музей Буша-Райзингера.

### Театры
Музыка пользуется в Бостоне высокой степенью общественной поддержки. Бостонский симфонический оркестр входит в «Большую пятерку», группу величайших американских оркестров, а журнал классической музыки «Gramophone» назвал его одним из «лучших в мире» оркестров. Симфонический зал (к западу от Бэк-Бэй) является домом для Бостонского симфонического оркестра и связанного с ним Бостонского Молодёжного симфонического оркестра, который является крупнейшим молодёжным оркестром в стране, а также для Бостонского поп-оркестра. Британская газета The Guardian назвала Бостонский симфонический зал «одной из лучших площадок для классической музыки в мире», добавив, что «симфонический зал в Бостоне был местом, где наука стала неотъемлемой частью дизайна концертного зала». Другие концерты проходят в Джордан-холле консерватории Новой Англии. Бостонский балет выступает в Бостонском Оперном театре (это название здания, первоначально построенного для исполнения мюзиклов; оперы ставятся в иных помещениях и залах). Другие организации исполнительского искусства в городе включают Бостонскую лирическую оперную труппу, Бостонскую Оперу, Бостонское Барокко (первый постоянный барочный оркестр в США) и Общество Генделя и Гайдна (одна из старейших хоровых трупп в Соединенных Штатах). Город является центром современной классической музыки с рядом исполнительских коллективов, некоторые из которых связаны с городскими консерваториями и университетами. К ним относятся проект Boston Modern Orchestra и Boston Musica Viva. Несколько театров находятся в театральном районе к югу от Бостон-Коммон или рядом с ним, включая Театр Катлер Маджестик, Центр исполнительских искусств Citi, Колониальный театр и Театр Орфей.

### Исторические и архитектурные памятники
Центр города расположен на полуострове Шомут. Места, связанные с Американской революцией (1765—1783) объединены в Национальный исторический парк, по которому с юга на север по центру полуострова проходит туристический маршрут «Тропа Свободы» длиной около 4 километров. «Тропа Свободы» пересекается с «Тропой чёрного наследия» к местам движения за гражданские права чернокожих. Ответвление «Тропы Свободы» ведёт к кладбищу Коппс-Хилл, основанному в 1659 году. Основными пунктами «Тропы Свободы» являются парк Бостон-Коммон, созданный в 1634 году, Капитолий, построенный в 1798 году, кладбище Гранари, основанное в 1660 году, с могилами выдающихся людей XVIII века, Королевская часовня, построенную в 1749—1754 годах, с кладбищем Кингс-Чапел, основанным в 1630 году, Старая Северная церковь, построенная в 1723 году, Олд-Саут-Митинг-Хаус, построенный в 1729 году, Старый Капитолий, построенный в 1713 году, Фанейл-холл, построенный в 1742 году, дом Пола Ревира, построенный около 1676 года, и в Чарлстауне — обелиск Банкер-Хилл, возведённый в 1827—1843 годах в память о битве при Банкер-Хилле.
В восточной части полуострова Шомут расположен современный деловой центр города — Даунтаун и Уотерфронт (Waterfront) — район старого порта. В Даунтауне находится административный центр, построенный по генеральному плану Бэя Юймина с новой ратушей, построенной в 1968 году. В южной части полуострова Шомут расположен Чайна-таун — третий по величине китайский квартал в стране после Чайна-тауна Манхэттена и Чайна-тауна Сан-Франциско. В юго-западной части полуострова находится район Бэк-Бей, созданный в середине XIX века на болотистом берегу реки Чарльз. В Бэк-Бее находится Башня Джона Хэнкока, построенная в 1972—1975 годах, Пруденшал-центр со смотровой площадкой на башне высотой 52 этажа, Макким-билдинг Бостонской публичной библиотеки, построенное в неоренессансном стиле в 1888—1895 годах, и новый корпус — Джонсон-билдинг, построенный в 1967—1973 годах, церковь Троицы, построенная в 1872—1877 годах. В западной части полуострова находится район Бикон-Хилл, застроенный краснокирпичными зданиями в конце XVII — начале XVIII века.
В Бостоне развита система парков («Изумрудное ожерелье», созданное ландшафтным архитектором Фредериком Ло Олмстедом в 1884 году) и бульваров (с 1893 года, ландшафтный архитектор Чарлз Элиот).
Прочие достопримечательности:
- Собор Святого Креста — католический
- Бостонский храм — мормонский
- Церковь Парк-Стрит — конгрегациональная

- Фотогалерея
- Бостонская библиотека
- Старый Капитолий (1713)
- Дом Пола Ревира
- Королевская часовня (1749—1754)
- Мост Лонгфелло (1906)

### Традиции
Бостон стал родоначальником североамериканской традиции встречать Новый год культурными мероприятиями, предусматривающими полный отказ от употребления алкоголя, так называемой «Первой ночи» (англ. First Night).

### Газеты и журналы, выходящие в Бостоне
- The Boston Globe — основная газета Бостона — новости мировые, американские, городские
- Boston Herald — новости местные, региональные, национальные, международные. Бизнес, политика, криминал, спорт, развлечения
- Boston Business Journal — деловые новости
- Boston Phoenix — музыка, кино, развлечения, спорт, отдых
- Mass High Tech — деловые новости, интернет, высокие технологии
- Boston Magazinee — всё самое лучшее в Бостоне, обзоры ресторанов и светской жизни
- Boston Irish Reporter — Бостонская Ирландская газета
- Jewish Advocate — еженедельные новости еврейской общины Бостона
- Boston Haitian Reporter — Бостонская Гаитянская газета

## Города-побратимы
Официально у Бостона есть восемь городов-побратимов; «дата» — год, в котором была установлена связь.
| Город                                               | Страна    | Дата |
| --------------------------------------------------- | --------- | ---- |
| Киото (яп. 京都市)                                  | Япония    | 1959 |
| Страсбург (фр. Strasbourg)                          | Франция   | 1960 |
| Барселона (исп. Barcelona)                          | Испания   | 1980 |
| Ханчжоу (кит. упр. 杭州, пиньинь Hángzhōu)          | Китай     | 1982 |
| Падуя (итал. Padova)                                | Италия    | 1983 |
| Мельбурн (англ. Melbourne)                          | Австралия | 1985 |
| Тайбэй (кит. трад. 臺北, упр. 台北, пиньинь Táiběi) | Тайвань   | 1996 |
| Секонди-Такоради (англ. Sekondi-Takoradi)           | Гана      | 2001 |

## Теракт 2013 года
15 апреля 2013 года во время Бостонского марафона произошло два взрыва. Три человека были убиты и свыше 260 ранено. Предполагаемые исполнители теракта — братья Царнаевы. Старший брат был убит при задержании, младший брат был задержан и впоследствии приговорён к смертной казни и крупному штрафу.